# Text-to-Imageモデル

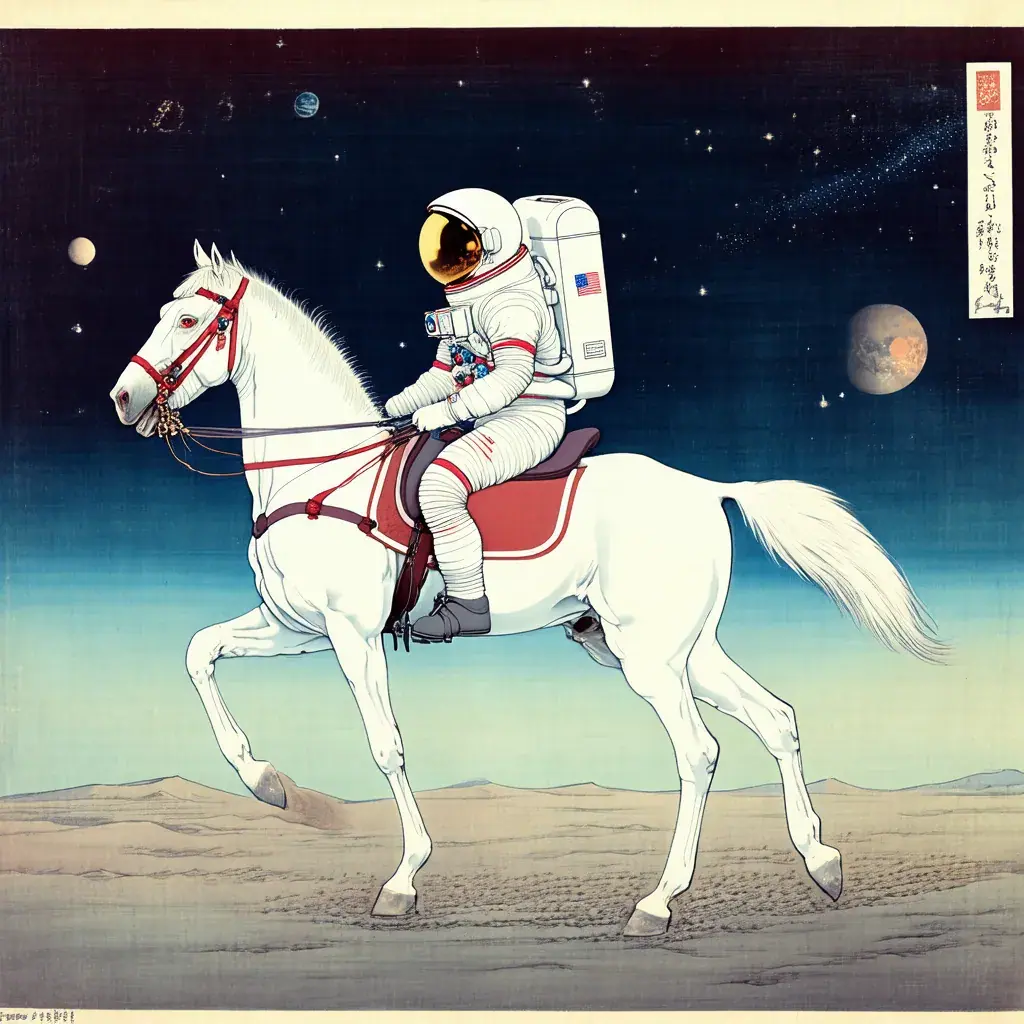
an astronaut riding a horse, by Hiroshigeというプロンプトから出力された画像。2022年に初めて公開されたStable Diffusion 3.5によって生成されたものである。

Text-to-Imageモデル（テキストトゥイメージモデル）は、入力された自然言語プロンプトを読み取り、その内容に一致する画像を生成する機械学習モデル。
Text-to-Imageモデルは、AIブームの黎明期である2010年代半ばの、ディープニューラルネットワークの進歩を背景に開発が始まった。2022年には、DALL-E 2、Stable Diffusion、Midjourneyといった最先端のText-to-Imageモデルの出力結果は、実際の写真や人間が描いたアートの品質に肉薄していると考えられるようになった。
最も効果的なモデルは一般的に、ウェブスクレイピングされた大量の画像とテキストデータで学習されている。